# Jüdischer Friedhof (Metzervisse)

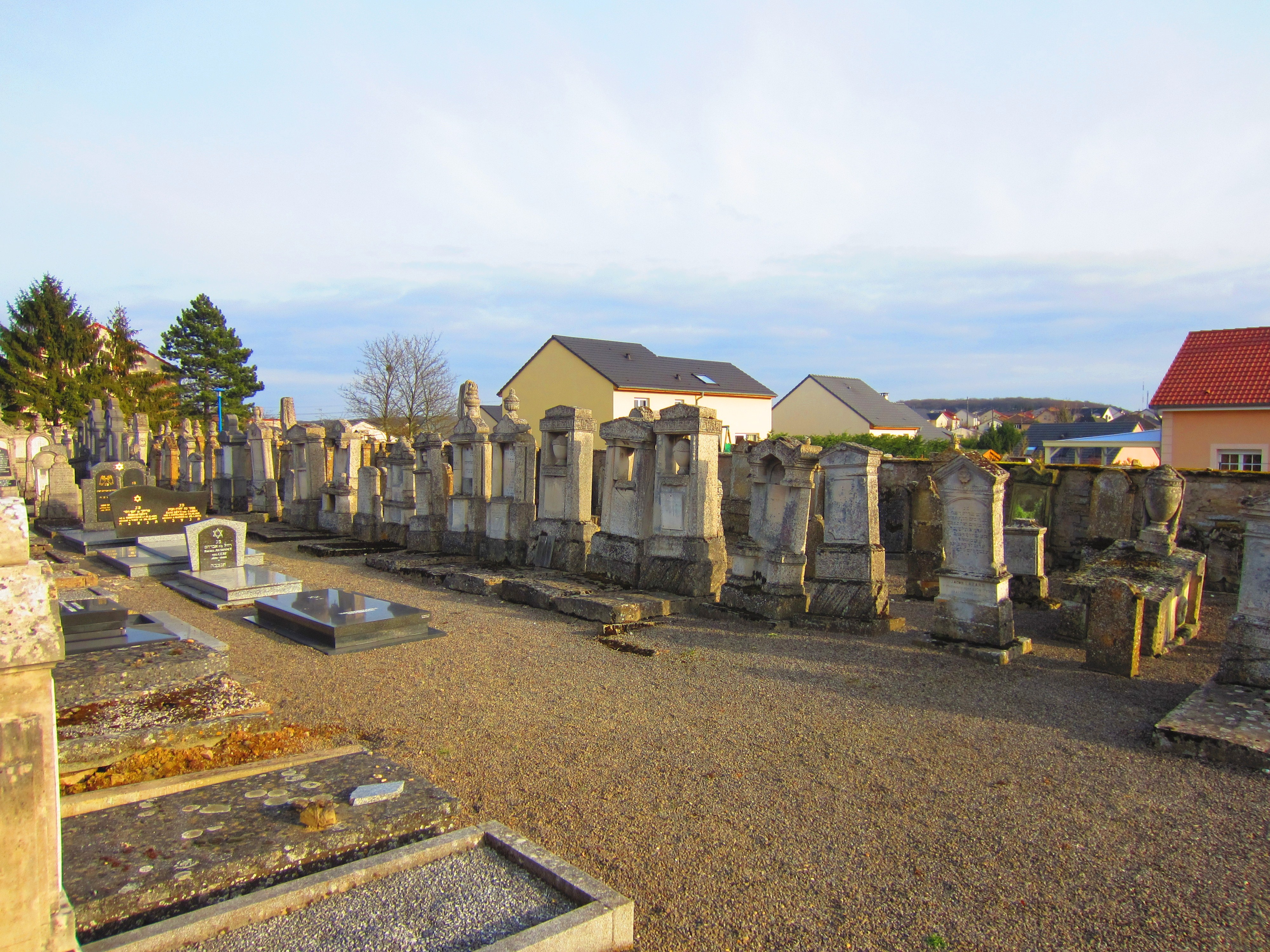
Jüdischer Friedhof in Metzervisse

Der Jüdische Friedhof in Metzervisse, einer französischen Gemeinde im Département Moselle in der historischen Region Lothringen, wurde im 19. Jahrhundert angelegt. Der jüdische Friedhof befindet sich an der Route de Volstroff.
Auf dem Friedhof sind noch viele Grabsteine erhalten.